# Dramedy
Een dramedy of een comedy-drama is een film- en televisiegenre dat aanduidt dat een film of serie zowel drama als komische elementen bevat.
Een verschil tussen een dramedy en een sitcom is dat bij het eerste geen gebruik wordt gemaakt van een lachband of publiek en dat de afleveringen meestal veertig minuten tot een uur duren in plaats van de twintig à dertig minuten.

## Voorbeelden
- Battle Creek (2015)
- Desperate Housewives (2004-2012)
- Het geheime dagboek van Hendrik Groen (2017-2019)
- Honeysuckle Rose (1980)
- La La Land (2016)
- Las Vegas (2003-2008)
- My Girl (1991)
- Reservation Dogs (2021-2023)